# Montagnole
Montagnole település Franciaországban, Savoie megyében. Lakosainak száma 1000 fő (2022. január 1.). Montagnole Apremont, Barberaz, Cognin, Jacob-Bellecombette, Saint-Baldoph és Saint-Cassin községekkel határos.

## Népesség
A település népességének változása:
| Lakosok száma | 837  | 837  | 856  | 887  | 932  | 978  | 976  | 984  | 1000 |
|               | 2013 | 2015 | 2016 | 2017 | 2018 | 2019 | 2020 | 2021 | 2022 |